# Thelypteris soridepressa
Thelypteris soridepressa là một loài dương xỉ trong họ Thelypteridaceae. Loài này được Salino & V.A.O.Dittrich mô tả khoa học đầu tiên năm 2009.
Danh pháp khoa học của loài này chưa được làm sáng tỏ. 